# Взаимный альтруизм
Взаи́мный альтруи́зм (реципро́кный альтруи́зм) — вид социального поведения, при котором индивиды ведут себя с некоторой долей самопожертвования в отношении друг друга, однако только в том случае, если ожидают ответного самопожертвования. Термин введён социобиологом Робертом Триверсом (Robert L. Trivers). Реципрокный альтруизм особей, относящихся к разным видам, можно назвать симбиозом.
Данный тип поведения присущ не только людям, но также и ряду животных: давно известен принцип коалиций у приматов (члены которых помогают друг другу); также обнаружены примеры взаимодействия крыс на основе взаимного альтруизма.
Эта модель поведения также применяется в оптимальной стратегии решения «дилеммы заключённого».

## Теория
Концепция «взаимного альтруизма», представленная Робертом Тривером, предполагает, что альтруизм, определяемый как акт оказания помощи другому человеку, имеющий определённую цену, мог бы развиться, поскольку было бы выгодно взять на себя эту ответственность, если есть вероятность оказаться в обратной ситуации, когда человек, которому помогли до этого, может свершить альтруистический поступок в отношении человека, который помог ему вначале. Эта концепция уходит своими корнями в работу У. Д. Гамильтона, который разработал математические модели для прогнозирования вероятности того, что альтруистический акт будет выполнен родственниками.
Принятие этой стратегии в затруднительном положении повторного заключённого означало бы для него безоговорочное сотрудничество в первый период и альтруистическое поведение до тех пор, пока делает так же другой заключённый. Если шансы встретить другого ответного альтруиста достаточно высоки или если игра повторяется в течение достаточно долгого времени, эта форма альтруизма может развиться внутри населения.
Это близко к понятию «tit for tat» (эквивалентное возмездие), представленному Анатолием Рапопортом, хотя кажется по-прежнему есть небольшое различие в том, что при «tit for tat» сотрудничают в первый период и затем всегда копируют предыдущее действие противника, тогда как «взаимные альтруисты» прекращают сотрудничество с противником и остаются независимыми от него. Это различие приводит к тому, что в отличие от взаимного альтруизма, tit для tat может восстановить сотрудничество при определённых условиях, несмотря на прекращение сотрудничества.
Кристофер Стефенс показывает набор необходимых и в совокупности достаточных условий "… в качестве примера взаимного альтруизма:
1. поведение дарителя уменьшает вероятность выбора эгоистичной альтернативы;[6]
2. тот, кто получает, должен получить больше в сравнении с тем, кто не является получателем;[6]
3. результативность поведения должна быть вне зависимости от получения немедленной выгоды[6]
4. условия 1, 2, и 3 должны относиться к обоим людям, участвующим во взаимной помощи[6].
5. Необходимы два дополнительных условия "… для развития взаимного альтруизма: "[6]
6. Должен существовать механизм обнаружения «обманщиков»[6].
7. Должно существовать большое (неопределенное) количество возможностей для обмена помощью[6].

Первые два условия необходимы для альтруизма как такового, в то время как третье отличает взаимный альтруизм от простой взаимной выгоды; четвертое делает взаимодействие обоюдным. Требуется условие номер пять, поскольку в противном случае неальтруисты могут всегда эксплуатировать альтруистическое поведение без каких-либо последствий, и поэтому эволюция взаимного альтруизма станет невозможной. Тем не менее, указывается, что этот «способ создания условий» не обязательно должен быть сознательным. Условие номер шесть требует, чтобы не произошло срыва сотрудничества в результате обратной индукции — вероятности осуществления предложенных игровых моделей.